# Shōmei Tōmatsu
Shōmei Tōmatsu (japanisch 東松 照明, Tōmatsu Shōmei; * 16. Januar 1930 in Nagoya, Aichi; † 14. Dezember 2012 in Naha, Okinawa) war ein japanischer Fotograf. In der zweiten Hälfte des 20. Jahrhunderts erlangte er durch sein thematisch vielfältiges und stilistisch einflussreiches Werk internationale Bedeutung.

## Leben und Werk
Zunächst Autodidakt, war Tōmatsu von 1954 bis 1956 Mitarbeiter der fotografischen Zeitschrift Iwanami Shashin Bunko und 1959 Mitbegründer (gemeinsam mit Eikō Hosoe, Kikuji Kawada, Ikkō Narahara u. a.) der Agentur VIVO. Bekanntheit erlangte er mit Fotografien, zu denen er durch einen Auftrag des Japanischen Rats gegen Atom- und Wasserstoffbomben veranlasst wurde und die in den Bänden Hiroshima Nagasaki Document (1961, gemeinsam mit Ken Domon) und 11:02 Nagasaki (1966) veröffentlicht wurden. In diesen Bildern evozierte Tōmatsu den Schrecken des Atombombenabwurfes über der Stadt Nagasaki durch die an Menschen, Gegenständen und Bauwerken hinterlassenen Spuren. Diese Arbeiten gelten neben Kikuji Kawadas Chizu. The Map (1965) als wichtigste fotografische Auseinandersetzung mit dem Thema. Tōmatsu gilt seitdem in thematischer wie stilistischer Hinsicht als der bedeutendste japanische Fotograf seiner Generation, der nachfolgende Fotografen seines Landes, wie etwa Daido Moriyama und Takuma Nakahira, die zu Vertretern einer neuen fotografischen Avantgarde werden sollten, maßgeblich beeinflusste.
Weitere Hauptthemen seiner Werke sind die ambivalent betrachteten Veränderungen Japans unter dem Einfluss der US-amerikanischen Besatzung nach dem Zweiten Weltkrieg, so vor allem in der umfangreichen Serie Chewing Gum and Chocolate aus den Jahren 1958 bis 1980, sowie, antithetisch dazu, die traditionelle japanische Kultur der Präfektur Okinawa abseits der US-Militärbasen, welcher er u. a. den 1975 erschienenen Band Taiyo no empitsu (The Pencil of the Sun) widmete. Beide Erfahrungen beschrieb Tomatsu als „Kulturschock“.
Die Ästhetik seines noch ausschließlich schwarzweißen Frühwerks, das die Konventionen der dokumentarischen Fotografie sprengte, ist durch die Reduktion auf wenige, oft scheinbar nebensächliche, aber durch die Ausdruckskraft der Darstellung mit Bedeutung aufgeladene Elemente gekennzeichnet. Exemplarisch erwähnt sei ein berühmt gewordenes Bild aus dem Nagasaki-Projekt, auf dem eine unter der Hitze der Atombombenexplosion geschmolzene Glasflasche die Assoziation mit einem verstümmelten Kadaver weckt.
In der Folge oszilliert sein Werk zwischen einer dynamisierten, desorientierenden Bildgestaltung, welche in den um das Jahr 1969 entstandenen Arbeiten über die Studentenunruhen und das Nachtleben in Tokyos Stadtteil Shinjuku ihren Höhepunkt fand, und meditativer Stille, wie etwa im Spätwerk Plastics, einer in den Jahren 1987–1989 am Kujūkuri-Strand entstandenen Serie teils surreal anmutender Aufnahmen von an Land geschwemmtem Treibgut. Nahezu abstrakt wirkt seine in den 1960er-Jahren begonnene Serie Intertidal Zone (in den 1990er-Jahren erweitert unter dem Titel Interface), die dem Lebensraum des Litorals an den Felsküsten Japans gewidmet ist.
Er erstellte Artwork zu den Liedern Sky Blue und I Grieve für das Booklet zu dem 2002 erschienenen Album Up von Peter Gabriel.

## Veröffentlichungen (Auswahl)
- Hiroshima-Nagasaki Document. Japan Council Against A- and H-Bombs, Tokyo 1961 (mit Ken Domon)
- ”11-ji 02-fun” Nagasaki (11:02 Nagasaki). Shashin Dojinsha, Tokyo 1966
- Nippon (Japan). Shaken, Tokyo 1967
- Okinawa, Okinawa, Okinawa. Shaken, Tokyo 1969
- Oh! Shinjuku. Shaken, Tokyo 1969
- I Am a King. Shashin Hyoronsha, Tokyo 1972
- Taiyō no empitsu (The Pencil of the Sun. Okinawa & S.E. Asia). Mainichi Shimbun-sha, Tokyo 1975
- Haien (Ruinous Garden). Parco, Tokyo 1987
- Sakura, sakura, sakura (Cherry, Cherry, Cherry). Brain Center, Osaka 1990
- Interface. National Museum of Modern Art, Tokyo 1996
- Visions of Japan: Tomatsu Shomei. Korinsha Press, Kyoto 1998 (enthält die Serie Plastics)